# La ruleta de la suerte
La ruleta de la suerte, conegut també com La ruleta és un concurs de televisió espanyol emès per Antena 3. Va ser emès anteriorment per la mateixa cadena entre 1990 i 1992, i en Telecinco entre 1993 i 1997, en totes dues etapes amb el nom de La ruleta de la fortuna. És la versió espanyola del concurs estatunidenc Wheel of Fortune. Actualment el presenta Jorge Fernández al costat de Laura Moure. Va ser el programa amb el qual Antena 3 va inaugurar les seves emissions regulars en 1990, per tant va ser el primer programa d'entreteniment emès per una televisió privada a Espanya.

## Presentadors

### Primera època (Antena 3)

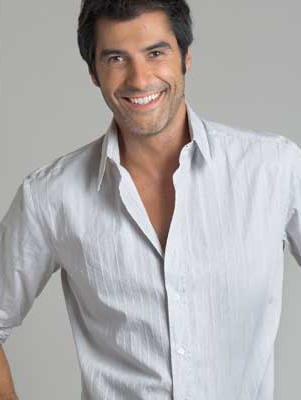
Jorge Fernández.

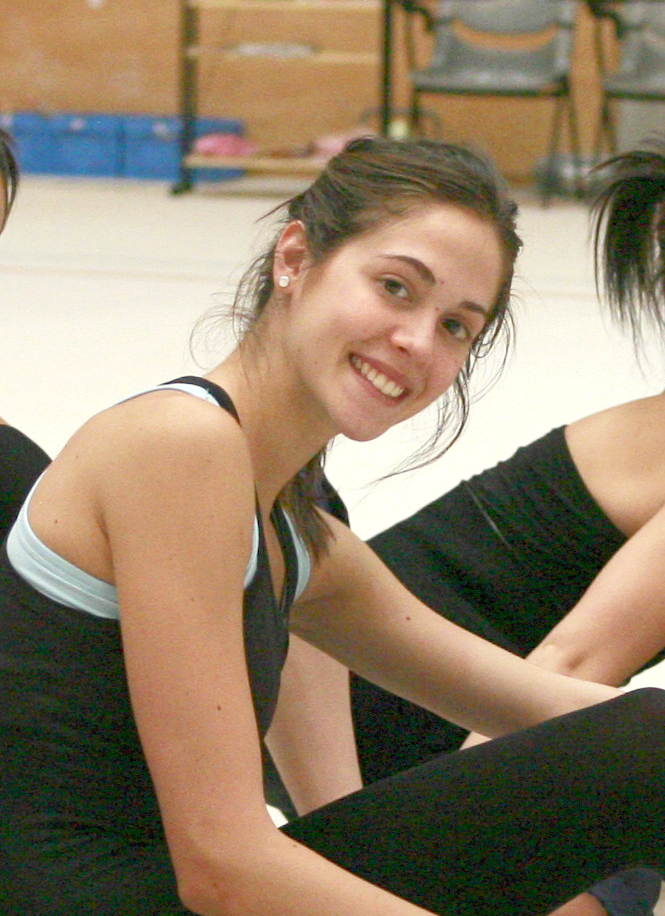
Bárbara González.

- Mayra Gómez Kemp (1990)
- Ramón García (1990)
- Irma Soriano (1990-1991)
- Bigote Arrocet (1991-1992)
- Mabel Lozano (1991-1992)
- Belén Rueda (1992)

### Segona època (Telecinco)
- Fernando Esteso (1993)
- Jesús Vázquez Martínez (1993-1994)
- Andoni Ferreño (1994-1995)
- Goyo González (1995-1996)
- Carlos Lozano (1996-1997)

### Tercera època (Antena 3)

#### Presentadors
- Jorge Fernández (2006-ara)

#### Copresentadores
- Paloma López (2006-2015)
- Laura Moure (2015-ara)
- Bárbara González (2016)

## Mecànica
En cada programa competeixen tres concursants identificats amb els colors blau, vermell i groc. Davant d'ells se situa una enorme ruleta amb 24 grillons en els quals es troben escrites xifres econòmiques i entre els quals se situen grillons especials amb un efecte que pot ser positiu o negatiu. Davant dels concursants se situa un panell, en el qual es mostra un rètol ocult en caselles en blanc, una casella per cada lletra. El presentador, a més, donarà una pista sobre el que conté el panell. El concursant que tingui el torn ha de tirar a la ruleta en el sentit de les agulles del rellotge, intentant donar almenys mitjana tornada a la ruleta. Cada concursant té davant ell la seva pròpia fletxa amb el seu color. El grilló que assenyali la fletxa del seu color serà el que l'afecti. Si és una xifra econòmica, haurà de dir una consonant. Si està, es descobriran totes les vegades que aquesta consonant apareguin en el tauló i se sumarà en el seu marcador la xifra assenyalada en la ruleta multiplicada pel nombre de vegades que aparegui la consonant. Si té prou diners (que ha variat amb el temps), podrà comprar una vocal, pagant els diners i descobrint totes les vegades que la vocal es repeteixi en el panell.
Si ha encertat, podrà continuar jugant, però si la consonant o vocal no està en el panell, perdrà el torn, que passarà al següent concursant per la seva esquerra. També es perdrà el torn si cau en determinats grillons especials negatius com la "Bancarrota", que a més posa el marcador a zero, i el "Pierde turno". L'objectiu és descobrir i resoldre el que posa en el panell. Només el que ho aconsegueixi guanyarà els diners que hagi aconseguit acumular durant el panell. Els concursants poden tirar la ruleta mentre quedin consonants en el panell. Quan s'esgotin, és obligatori resoldre o comprar vocal si té diners i queden vocals. Alguns panells tenen mecàniques especials que poden arribar a no requerir l'ús de la ruleta, per exemple panells que es van descobrint sols casella per casella i els concursants han d'utilitzar un polsador per a poder resoldre i portar-se com a premi una xifra fixa i el torn per al següent panell.
Al llarg del programa es fa un nombre de panells que ha variat amb el temps, des de tres panells en la primera època fins més de deu en els últims programes, en una quantitat que depèn de la velocitat dels concursants en resoldre i el temps disponible en el programa. En la primera època, el primer panell sempre el començava el concursant de l'esquerra, el segon el central i el tercer el de la dreta. Actualment, depèn del tipus de panell anterior: si és una Prova de Velocitat (en qualsevol de les seves variants) o un Panell amb Crono, començaria el concursant que l'hagués guanyat, i si és estat un panell jugat amb la ruleta, el començaria el concursant al qual li toqués el torn després del guanyador.
Després de l'últim panell, el concursant que hagi acumulat més diners passarà al gran panell final, la mecànica del qual també ha variat amb el temps, però sempre ha consistit bàsicament en, amb un nombre de consonants i vocals aquestes d'una vegada, resoldre un panell en deu segons per a guanyar un premi que també ha variat amb el temps. Antigament, es deien sis consonants i una vocal, i en l'actualitat, el programa posa quatre consonants i una vocal, sempre les mateixes encara que han anat canviant periòdicament, i el concursant afegeix almenys tres consonants i una vocal més, que poden ser més si al llarg del programa ha guanyat les bonificacions adequades.
Des del 13 de setembre de 2016, a tots els concursants que acabin el programa amb 0 € se'ls atorguen 100 € com a premi per haver passat pel programa.

## Crítica
Chapete d' ABC va escriure en 1990, que és "un concurs breu i àgil i que estimula el cervell i mobilitza la memòria".

## Audiència Mitjana de totes les edicions
Aquestes han estat les audiències de les set edicions del programa La ruleta de la suerte.
| Edició                                   | Data | Cadena    | Espectadors | Share |
| ---------------------------------------- | ---- | --------- | ----------- | ----- |
| La ruleta de la fortuna: Primera edició  | 1990 | Antena 3  |             |       |
| La ruleta de la fortuna: Segona edició   | 1991 | Antena 3  |             |       |
| La ruleta de la fortuna: Tercera edició  | 1992 | Antena 3  |             |       |
| La ruleta de la fortuna: Quarta edició   | 1993 | Telecinco |             |       |
| La ruleta de la fortuna: Cinquena edició | 1994 | Telecinco |             |       |
| La ruleta de la fortuna: Sisena edició   | 1995 | Telecinco |             |       |
| La ruleta de la fortuna: Setena edició   | 1996 | Telecinco |             |       |
| La ruleta de la fortuna: Vuitena edició  | 1997 | Telecinco |             |       |
| La ruleta de la suerte: Novena edició    | 2006 | Antena 3  | 1.332.000   | 26,2% |
| La ruleta de la suerte: Desena edició    | 2007 | Antena 3  | 1.233.000   | 25,5% |
| La ruleta de la suerte: Onzena edició    | 2008 | Antena 3  | 1.200.000   | 25,2% |
| La ruleta de la suerte: Dotzena edició   | 2009 | Antena 3  | 1.141.000   | 22,1% |
| La ruleta de la suerte: Tretzena edició  | 2010 | Antena 3  | 1.023.000   | 18,3% |
| La ruleta de la suerte: Catorzena edició | 2011 | Antena 3  | 1.083.000   | 18,3% |
| La ruleta de la suerte: Quinzena edició  | 2012 | Antena 3  | 1.133.000   | 17,2% |
| La ruleta de la suerte: Setzena edició   | 2013 | Antena 3  | 1.149.000   | 18,7% |
| La ruleta de la suerte: Dissetena edició | 2014 | Antena 3  | 1.251.000   | 16,8% |
| La ruleta de la suerte: Divuitena edició | 2015 | Antena 3  | 1.385.000   | 17,1% |

El programa més vist de la història de ‘La ruleta de la suerte’, que va començar el 18 d'abril de 2006, va ser l'emès l'11 d'abril de 2018 amb 1.811.000 espectadors i un 17,4% de quota, mentre que el més competitiu va ser l'emès el 9 de març de 2007 amb un 31,3% de quota de pantalla i 1.449.000 espectadors.